# Бологовско језеро
Бологовско језеро (рус. Озеро Бологое) језеро је на северу Тверске области, у европском делу Руске Федерације. Налази се на подручју Бологовског рејона на Валдајском побрђу. На његовим обалама лежи град Бологоје.
Површина језера је 7,87 км², максимална дужина му је до 7,5 км, односно ширина до 3 км. Укупна дужина обалске линије је око 28,2 километра, просечна дубина 3 метра (максимално 4,3 метра). Површина језера лежи на надморској висини од 172 метра.
У језеро се улива неколико мањих водотока, а најважнија отока је речица Нефтјанка која припада басену реке Мсте. Северне обале су знатно издигнутије у односу на јужне које су доста ниске и замочварене.